# بهنام اسبقی
بهنام اسبقی خانقاه (زاده ۵ بهمن ۱۳۶۴ - تهران) تکواندوکار اهل کشور ایران است.